# Zaak-Aleksandr Dolmatov
De zaak-Dolmatov betreft (de omstandigheden rond) de zelfmoord van de Russische activist en asielzoeker Aleksandr Joerjevitsj Dolmatov (Russisch: Александр Юрьевич Долматов; 12 september 1976 – Rotterdam, 17 januari 2013) in een cel in een Nederlands detentiecentrum.
Aleksandr Dolmatov was ingenieur en werkzaam in een bedrijf dat raketten bouwt. Hij was lid van de oppositiegroep Het Andere Rusland en nam deel aan acties in het kader van Strategie-31. Op 6 mei 2012 werd hij gearresteerd tijdens een demonstratie in Moskou. In juni 2012 vluchtte hij naar Nederland en vroeg asiel aan. Dolmatov beweerde in Rusland bedreigd te zijn door de geheime dienst. Vanaf september durfde hij nauwelijks meer te spreken over bepaalde zaken in Rusland uit angst landverraad te plegen.  In december 2012 werd zijn asielaanvraag geweigerd, waartegen hij in beroep ging. Op 17 januari 2013 pleegde hij zelfmoord door zichzelf op te hangen in zijn cel in een terugkeercentrum in Rotterdam. 
Op 18 januari 2013 werden bij de Nederlandse consulaten in Moskou, Sint-Petersburg en Kiev herdenkingsbijeenkomsten voor Dolmatov gehouden.
Een onderzoek door de Inspectie Veiligheid en Justitie bracht aan het licht dat er door diverse organisaties in de vreemdelingenketen fouten waren gemaakt in deze zaak. Abusievelijk werd in het computersysteem INDiGO ingevoerd dat Dolmatov "verwijderbaar" (uitzetbaar uit Nederland) was. Later bleek in 300 gevallen dit vinkje abusievelijk te zijn aangevinkt. Na een eerdere zelfmoordpoging werden geen maatregelen genomen en werden verpleegkundigen onvoldoende daarover geïnformeerd waardoor deze besloten hem niet in een observatiecel te plaatsen. Volgens de Inspectie had hij niet in vreemdelingenbewaring gezet mogen worden en kreeg hij niet de juiste rechtsbijstand.
Aan het eind van een Tweede Kamerdebat op 18 april, dat inclusief schorsingen van 10 uur 's ochtends tot 11 uur 's avonds duurde, steunden de SP, GroenLinks, D66, het CDA, de ChristenUnie en de Partij voor de Dieren een  motie van wantrouwen tegen verantwoordelijk staatssecretaris Fred Teeven. De motie werd verworpen met 96 stemmen tegen en 48 voor.